# Clas Thor
Clas Ivan Thor, född 3 mars 1951 i Nyköping, är en svensk författare och reporter.

## Biografi
Clas Thor växte upp i Nyköping som tredje son till disponent Lennart Thor och sjuksköterskan Anna-Greta Thor. Från 1971 är han bosatt i Örebro. Han debuterade i bokform 1977 och har sedan dess arbetat växelvis som reporter, författare och lärare i journalistik. 
Clas Thor har publicerat fler än 75 böcker i olika genrer: dikter, reportage, biografier och litteraturhistoria. Han har skrivit reseböcker om Shanghai, Peking,  Budapest, Berlin, Prag och Wien och reportageböcker och handböcker i journalistik tillsammans med Stig Hansén. Flera böcker bygger på samarbete med fotografer som Ullabritt Jonsson, Magnus Westerborn och Jan-Peter Lahall. Hans läroböcker för journalistiklärare finns utgivna på engelska, ryska och vietnamesiska. I hans utgivning finns också en rad böcker kring Örebro och stadens historia.

## Priser och utmärkelser
- 1979 - Örebro läns landstings kulturstipendiat
- 1991 - American Express Silvercheck för Sveriges bästa resereportage
- 1991 - Hjalmar Bergmans minne
- 2002 - ALIS-priset Upphovsrättens hjälte
- 2022 - Samlarföreningen Engelbrekt i Örebros pris "för mångsidig, kulturhistorisk författargärning".
- 2023- Karlslunds hembygdsförenings pris "för böckerna och berättelserna om Karlslunds historia".